# Infimum
Infimum er den største nedre grænse for en given mængde. Når mængderne er talmængder skal infimum selv være et tal, og kan f.eks. ikke være minus uendelig (da minus uendelig ikke er et tal ). 

## Beskrivelse
En nedre grænse, eller undertal, for en talmængde er defineret som ethvert tal som er mindre end eller lig ethvert tal i den pågældende mængde. Der findes en sætning, der siger, at det er tilstrækkeligt, og nødvendigt, at en talmængde har en nedre grænse, for at talmængden har et infimum.
Infimum for en given mængde kan tilhøre mængden, men behøver ikke nødvendigvis at gøre det, f.eks. er infimum for det åbne interval ]1 , 9[ også 1. Reglen er, at der ikke må være nogen elementer i mængden, der er skarpt mindre end infimum for mængden, og samtidigt skal gælde at infimum for mængden skal være så stort som muligt.
Der er højest ét infimum for en given mængde. Intervallet fra minus uendelig til nul er et eksempel på en talmængde uden infimum.

## Eksempel
For mængden A = {1,2,3,4,5} er såvel -10.000,  -765, -6 og 1 eksempler på nedre grænser (men der findes klart flere), da ingen elementer i A er mindre end 1. Den største af disse nedre grænser er 1, og derfor er inf(A)=1.